# Сен-Луї (область)
Сен-Луї (фр. Saint-Louis) — область на півночі Сенегалу. Адміністративний центр - місто Сен-Луї. Інші великі міста - Ришар-Толь, Дагана, Подор, Ндіум, Росо. Площа - 19 044 км², населення - 890 300 осіб (2010 рік).

## Географія
На південному сході межує з областю Матам, на південному заході з областю Луга, на півночі з Мавританією по річці Сенегал. На заході виходить до Атлантичного океану.
На океанському узбережжі знаходиться головне місто області - порт Сен-Луї. Поблизу цього міста знаходиться національний орнітологічний парк Джуджу, місце проживання безлічі різних видів птахів.

## Адміністративний поділ
Адміністративно область поділяється на 3 департаменти:

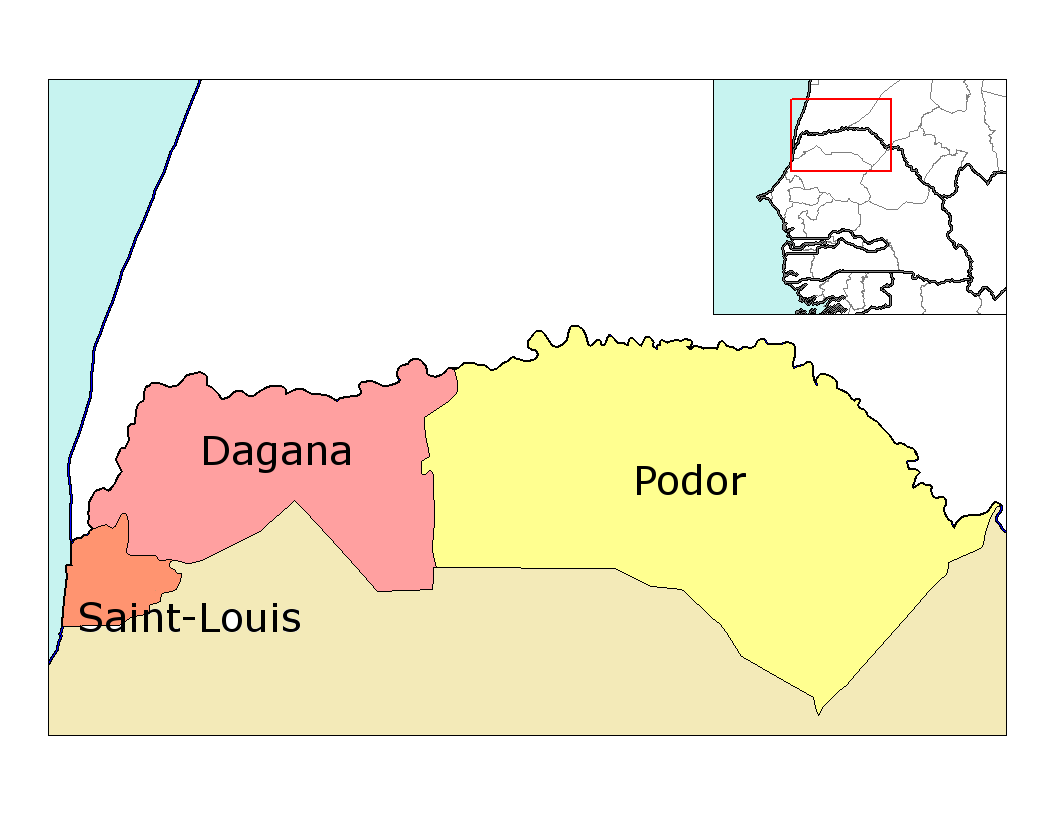
Департаменти області

- Дагана
- Подор
- Сен-Луї